# Сухаревка (Липецкая область)
Су́харевка — деревня Большебоевского сельского поселения Долгоруковского района Липецкой области.

## География
Деревня Сухаревка находится в северо-восточной части Долгоруковского района, в 13 км к северо-востоку от села Долгоруково. Располагается на левом берегу небольшой запруды.

## История
Сухаревка известна уже в последней четверти XIX века, впервые упоминается в 1887 году. Название по безводному, сухому месту.
В 1905 году упоминается в приходе Покровской церкви села Жерновное.
По переписи населения 1926 года в деревне Сухаревке значится 34 двора, 153 жителя. В 1932 году числится 200 жителей.
С 1928 года Сухаревка в составе Долгоруковского района Елецкого округа Центрально-Чернозёмной области. После разделения ЦЧО в 1934 году Долгоруковский район вошёл в состав Воронежской, в 1935 — Курской, в 1939 году — Орловской области, а с 6 января 1954 года в составе вновь образованной Липецкой области.

## Население
| 2010 |
| ---- |
| 0    |

## Транспорт
В 0,5 км к северу от Сухаревки проходит асфальтированное шоссе, связывающее райцентр Долгоруково с селом Слепуха. Грунтовыми дорогами связана с деревнями Михайловка, Тёпленькая Первая, Сидоровка.
В 3 км к западу находится железнодорожная станция Плоты (линия Елец — Валуйки ЮВЖД).